# Vellushaar

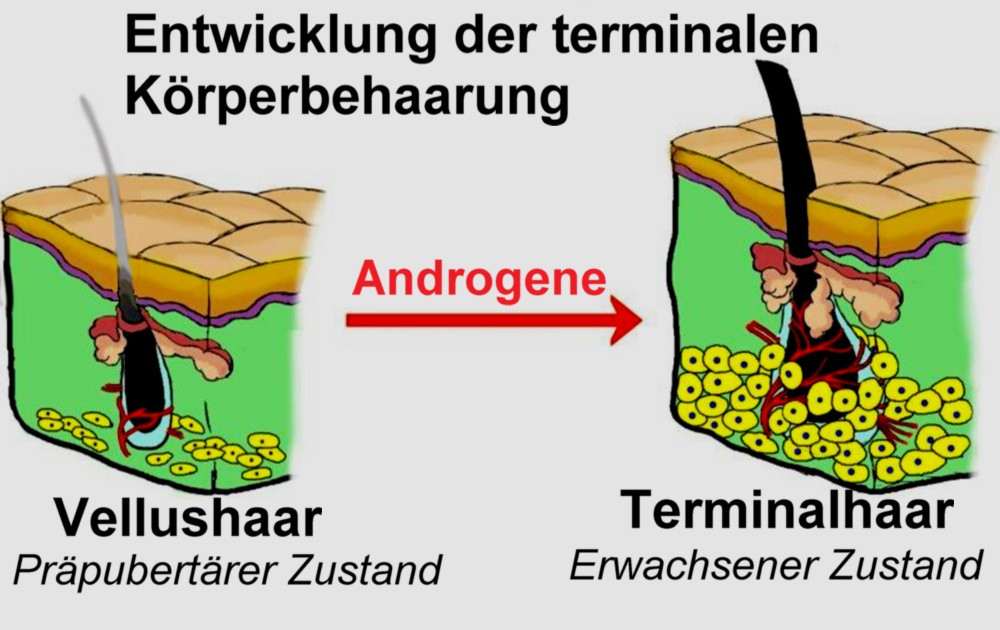
Vergleich von Vellushaar (links) und Terminalhaar (rechts) bei Menschen. Sichtbar ist die Abwesenheit von Subkutis bei Vellushaar.

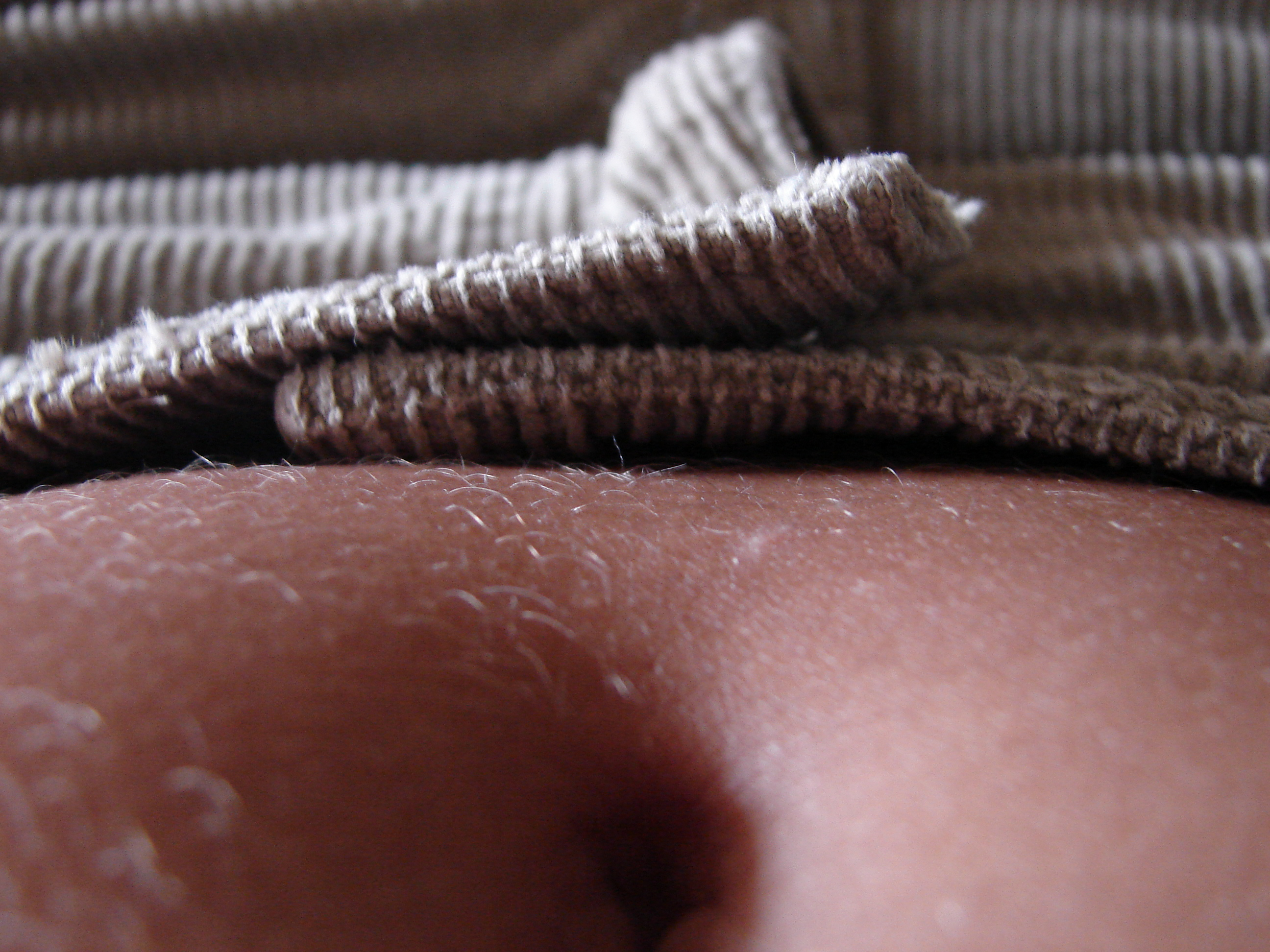
Vellushaare am Bauchnabel einer Frau

Das Vellushaar, auch Intermediär-Haar genannt, ist das marklose Flaumhaar mit einer Dicke von maximal 0,04 mm und einer Länge von maximal 1 cm, das beim Menschen in der Kindheit erstmals auftritt. Es ersetzt ab dem 6. Lebensmonat das Lanugohaar. Es weist eine nur sehr geringe Pigmentierung auf, demnach ist es bei den meisten Menschen farblos bis hellblond. Vellushaar wächst auf der gesamten Körperoberfläche mit Ausnahme der Leistenhaut, Hand- und Fußinnenflächen sowie der Lippen und der Brustwarzen. Aus dem Vellushaar bildet sich im Laufe der späteren Entwicklung teilweise das Terminalhaar, welches stärker pigmentiert, dicker und markhaltig ist. In der Pubertät werden bei Frauen etwa 45 Prozent, bei Männern dagegen etwa 90 Prozent des Vellushaars in Terminalhaar umgewandelt. Die Umwandlung wird durch Androgene hervorgerufen. Dieser Prozess beginnt im axillaren und genitalen Bereich und erstreckt sich beim erwachsenen Mann je nach Veranlagung auch auf Brust, Bauch, Rücken, Extremitäten und das Gesicht.
Terminalhaar kann auf dem Kopf auch wieder in Vellushaar umgewandelt werden (retrograde Metamorphose). Dann entstehen Geheimratsecken und Glatze (androgenetische Alopezie).